# Jean-François Godescard
Jean-François Godescard, né à Rocquemont (Seine-Maritime) le 30 mars 1728 et mort à Paris le 21 août 1800 est un prêtre catholique du diocèse de Rouen, auteur et traducteur de nombreux ouvrages.

## Biographie
Ordonné prêtre pour le diocèse de Rouen en 1756, il exerce par la suite les fonctions de prieur de Notre-Dame de Bon-Repos de Versailles et chanoine de Saint-Honoré de Paris. Il est membre de l'Académie des sciences, belles-lettres et arts de Rouen.
Il est surtout connu pour sa traduction de l’ouvrage d’Alban Butler, Vies des Pères, Martyrs et autres principaux saints. 
En 1845, parut une nouvelle édition, augmentée et enrichie par Mgr Doney, évêque de Montauban. 
Il a écrit de très nombreux ouvrages sur la vie des saints.

## Principaux ouvrages
- Vies des pères, des martyrs, et des autres principaux saints... ouvrage traduit librement de l'anglais d'Alban-Butler, par m. l'abbé Godescard, chanoine de St.-Honoré, nouvelle édition... de Butler Alban et l'Abbé Godescard
- Abrégé des vies des Pères, des martyrs et des autres principaux saints... avec une pratique et une prière à la fin de chaque vie et des instructions sur les fêtes mobiles, par M. Godescard,... extrait par lui-même de son grand ouvrage traduit librement de l'anglais d'Alban Butler, précédé d'une notice sur la vie et les écrits de l'auteur. Continué par le P. J.-B. Bordier-Delpuits de Jean-François Godescard
- Galerie de Saint Bruno, fondateur de l'ordre des Chartreux, peinte par E. Le Sueur, dessinée et gravée par A. Villerey. Abrégé de la vie de Le Sueur par d'Argenville. Abrégé de la vie de Saint Bruno par Godescard. Explication des gravures de Le Sueur (E.)
- De la mort des persécuteurs de l’église par Lactance, traduction nouvelle, avec des Notes critiques par Jean-François Godescard, Paris, Le Clère, 1747.
- Vie de Saint Eloi, Rouen, Mégard, 1856.
- Vie de S. Augustin,... suivie du traité de la paix de l'âme et de prières tirées des œuvres de St Augustin, par l'abbé Godescard, Toyes, Vve André et Anner, 1830.
- Traité de la sanctification des dimanches, par l'abbé Godescard, Troyes, Vve André et Anner.
- Vies de quelques saintes, Rouen, Mégard, 1856.
- Vie de Ste Catherine de Sienne, Rouen, Mégard, 1863.
- Vie de S. Ignace de Loyola,... par l'abbé Godescard, suivie d'un Traité de la sanctification des dimanches, Troyes, Vve André et Anner.